# Ереминок, Никита Валентинович
Никита Валентинович Ереминок (бел. Мікіта Валянцінавіч Ерамінок; род. 25 января 2002, Минск) — белорусский футболист, полузащитник.

## Карьера

### «Ислочь»
Начинал футбольную карьеру в юношеских командах минского «Динамо» и борисовского БАТЭ, в котором в 2019 году стал выступать за дублирующий состав. Также футболист в юношеском возрасте проходил просмотр во французском «Меце». В сентябре 2020 года футболист перешёл в «Ислочь», подписав с клубом долгосрочный контракт. Футболист продолжал выступать за дублирующий состав клуба. В марте 2021 года попал в заявку клуба на сезон, однако за основную команду так и не дебютировал.

#### Аренда в «Арсенал» Дзержинск
В марте 2022 года футболист отправился в аренду до конца сезона в дзержинский «Арсенал». В клубе отправился выступать за дублирующий состав. За основную команду клуба дебютировал 10 октября 2022 года против солигорского «Шахтёра». По окончании сезона в активе футболиста было 4 матча в Высшей Лиге. Также сам футболист стал вторым бомбардиром первенства дублёров с 15 забитыми голами. В декабре 2022 года покинул клуб по окончании срока арендного соглашения. В январе 2023 года футболист покинул «Ислочь», расторгнув контракт.

### «Лида»
В феврале 2023 года футболист проходил просмотр в «Барановичах». В марте 2023 года футболист присоединился к «Лиде». Дебютировал за клуб 1 апреля 2023 года в матче против «Осиповичей», также отличившись дебютным забитым голом. На протяжении первой половины сезона футболист смог закрепиться в основной команде лидского клуба, однако оставался игроком замены. В июле 2023 года футболист покинул клуб.

### «Молодечно-2018»
В августе 2023 года футболист присоединился к клубу «Молодечно-2018». Дебютировал за клуб 4 августа 2023 года в матче против дзержинского «Арсенала», выйдя на поле со скамейки запасных на 79 минуте. На протяжении всего сезона футболист не смог закрепиться в основной команде, оставаясь игроком замены, результативными действиями не отличившись. В декабре 2023 года футболист покинул клуб по окончании срока действия контракта.